# 乞龜
乞龜為閩南特有民間習俗，隨著福建閩南移民移居臺灣澎湖，成為澎湖的傳統文化，盛行於澎湖及澎湖先民移居之南台灣等地。廟宇將於元宵節（上元節）期間，提供平安龜供民眾向神明乞求回家，祈願家人一整年平安順遂、財運亨通。

## 起緣
｢乞者，乞討也；龜者，瑞獸也。｣簡言之，乞龜的含意就是向神明乞討祥龜之意。早期農業社會，百姓生活貧困，尤其遇到歉收之年，恰逢年關更加難過。因此，廟宇就會在年關剛過的元宵期間，將庫存的糯米、麵粉等五穀米糧作成糕點，印有龜殼壽紋，只要民眾向神明請示筊杯，經神明許可，就可以拿取所求之糕點，以渡年關。乞得之人須於來年豐收之時，另做龜紋糕點返還給神明，並予廟宇提供給其他需要度年關的民眾乞求。由於乞求的民眾為感念神明助難之恩，於返還時多會返還重於去年所乞之糕點來答謝神恩，因此供民眾乞求的糕點將會一年一年比一年龐大。

## 演變
隨著時代演進，百姓生活富裕，因此傳統龜紋糕點的外觀越來越精緻化，而後及演變成將糕點塑為烏龜實體的樣貌，早期已五穀米糧為食材的麵粉龜、糯米龜，也漸漸多樣化成精緻的麵酥龜、花生糖龜、鳳片龜等點心龜。而隨著工商社會發展，百姓鮮少務農，因此過往以龜還龜的實體返還漸漸變成以價金來返還。
然而不變的是，生活困難或事業不順想轉運的民眾，仍然可以向廟方乞求平安龜回家，並餘乞求時發願來年返還的心意，等到來年元宵時節，再將發願心意連同去年所求平安龜本金一併奉還。而有感受到神明庇佑的民眾，依然會向神明乞龜，希望來年能夠好上加好；然而不同的是，民眾多會選擇隨乞隨還、不欠過年，以感念神明先前的庇佑有成，也表示自己並非貪婪妄求之人，希望神明能夠再多關照。